# Debra Fischer

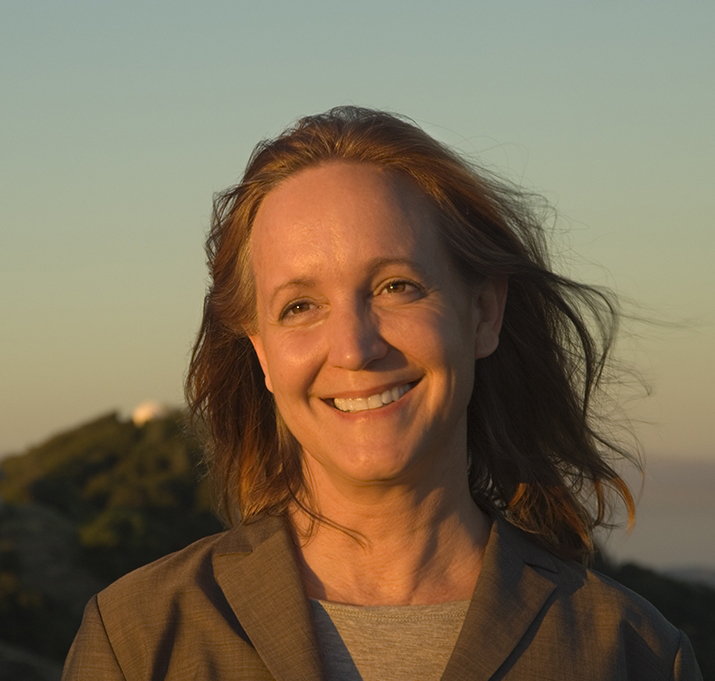
Debra Fischer

Debra Ann Fischer (* 1953) ist eine US-amerikanische Astronomin.
Fischer studierte Physik an der University of Iowa und erwarb 1975 ihren Bachelor of Science. 1986 begann sie ein Graduiertenstudium der Physik und Astronomie an der San Francisco State University (SFSU); 1992 machte sie ihren Master of Science. Ab 1994 forschte sie an der University of California, Santa Cruz und promovierte dort 1998.
Fischer war Professorin für Astronomie an der San Francisco State University und der University of California, Berkeley und ist seit 2009 Professorin an der Yale University.
Fischer ist Co-Autorin von mehr als 80 wissenschaftlichen Papers über Zwergsterne und substellare Objektmassen in der galaktischen Nachbarschaft, v. a. vieler extrasolarer Planeten. Sie ist ebenfalls Mitglied im Planetensuchteam von Geoffrey Marcy, das nach extrasolaren Planeten sucht und bereits zahlreiche entdeckt hat. 2012 wurde Fischer in die American Academy of Arts and Sciences gewählt, 2021 in die National Academy of Sciences.
Debra Fischer hat drei Kinder.